# العلاقات المدغشقرية الناميبية
العلاقات المدغشقرية الناميبية هي العلاقات الثنائية التي تجمع بين مدغشقر وناميبيا.

## مقارنة بين البلدين
هذه مقارنة عامة ومرجعية للدولتين:
| وجه المقارنة                                              | مدغشقر                      | ناميبيا      |
| --------------------------------------------------------- | --------------------------- | ------------ |
| المساحة (كم2)                                             | 587.04 ألف                  | 825.62 ألف   |
| عدد السكان (نسمة)                                         | 25.57 مليون                 | 2.53 مليون   |
| الكثافة السكانية (ن./كم²)                                 | 43.56                       | 3.06         |
| العاصمة                                                   | أنتاناناريفو                | ويندهوك      |
| اللغة الرسمية                                             | اللغة الملغاشية، لغة فرنسية | لغة إنجليزية |
| العملة                                                    | أرياري مدغشقري              | دولار ناميبي |
| الناتج المحلي الإجمالي (بليون دولار)                      | 11.50 مليار                 | 13.24 مليار  |
| الناتج المحلي الإجمالي (تعادل القوة الشرائية) بليون دولار | 35.51 مليار                 | 25.60 مليار  |
| الناتج المحلي الإجمالي الاسمي للفرد دولار أمريكي          | 401                         | 4.67 ألف     |
| الناتج المحلي الإجمالي للفرد دولار أمريكي                 | 1.44 ألف                    | 9.96 ألف     |
| مؤشر التنمية البشرية                                      | 0.510                       | 0.628        |
| رمز المكالمات الدولي                                      | +261                        | +264         |
| رمز الإنترنت                                              | .mg                         | .na          |
| المنطقة الزمنية                                           | ت ع م+03:00                 | ت ع م+02:00  |

## منظمات دولية مشتركة
يشترك البلدان في عضوية مجموعة من المنظمات الدولية، منها:
| علم المنظمة | اسم المنظمة                                                | تاريخ انضمام مدغشقر | تاريخ انضمام ناميبيا |
| ----------- | ---------------------------------------------------------- | ------------------- | -------------------- |
|             | مجموعة التنمية لأفريقيا الجنوبية                           | ?                   | ?                    |
|             | البنك الإفريقي للتنمية                                     | ?                   | ?                    |
|             | العملية المشتركة للاتحاد الأفريقي والأمم المتحدة في دارفور | ?                   | ?                    |
|             | البنك الدولي للإنشاء والتعمير                              | 25 سبتمبر 1963      | 25 سبتمبر 1990       |
|             | منظمة التجارة العالمية                                     | ?                   | ?                    |
|             | منظمة حظر الأسلحة الكيميائية                               | ?                   | ?                    |
|             | الأمم المتحدة                                              | 20 سبتمبر 1960      | 23 أبريل 1990        |
|             | مجموعة دول أفريقيا والكاريبي والمحيط الهادئ                | ?                   | ?                    |
|             | الاتحاد الأفريقي                                           | ?                   | ?                    |
|             | وكالة ضمان الاستثمار متعدد الأطراف                         | 8 يونيو 1988        | 25 سبتمبر 1990       |
|             | منظمة الشرطة الجنائية الدولية                              | ?                   | ?                    |
|             | يونسكو                                                     | 10 نوفمبر 1960      | 2 نوفمبر 1978        |
|             | مؤسسة التمويل الدولية                                      | 27 سبتمبر 1963      | 25 سبتمبر 1990       |
|             | الاتحاد البريدي العالمي                                    | ?                   | ?                    |
|             | الاتحاد الدولي للاتصالات                                   | 11 مايو 1961        | 25 يناير 1984        |